# El Camino Angosto
El Camino Angosto est une census-designated place située dans le comté de Cameron, dans l’État du Texas, aux États-Unis. Sa population s’élevait à 253 habitants lors du recensement de 2010.